# Nychiodes diversaria
Nychiodes diversaria är en fjärilsart som beskrevs av Hans Rebel 1904. Nychiodes diversaria ingår i släktet Nychiodes och familjen mätare. Inga underarter finns listade i Catalogue of Life.